# Heiko März
Heiko März (* 24. července 1966, Rostock) je bývalý německý fotbalista, záložník, reprezentant Východního Německa (NDR).

## Fotbalová kariéra
Ve východoněmecké oberlize hrál za FC Hansa Rostock, nastoupil v 118 ligových utkáních a dal 11 gólů. V roce 1991 získal s FC Hansa Rostock double, vyhrál poslední ročník východoněmecké oberligy i východoněmecký fotbalový pohár. Za reprezentaci Východního Německa (NDR) nastoupil v roce 1989 v utkání proti Sovětskému svazu. Po sjednocení Německa pokračoval v týmu FC Hansa Rostock, v Bundeslize nastoupil v 95 utkáních. Kariéru končil v nižších německých soutěžích v týmech za SV Babelsberg 03, FC Schönberg 95 a SV Warnemünde. V Lize mistrů UEFA nastoupil v 1 utkání a v Poháru UEFA nastoupil ve 2 utkáních.

## Ligová bilance
| Ročník                | Zápasy | Góly | Klub             |
| --------------------- | ------ | ---- | ---------------- |
| DDR-Oberliga 1983/84  | 1      | 0    | FC Hansa Rostock |
| DDR-Oberliga 1984/85  | 18     | 3    | FC Hansa Rostock |
| DDR-Oberliga 1985/86  | 14     | 0    | FC Hansa Rostock |
| II. liga 1986/87      | 29     | 04   | FC Hansa Rostock |
| DDR-Oberliga 1987/88  | 25     | 6    | FC Hansa Rostock |
| DDR-Oberliga 1988/89  | 25     | 0    | FC Hansa Rostock |
| DDR-Oberliga 1989/90  | 12     | 2    | FC Hansa Rostock |
| DDR-Oberliga 1990/91  | 23     | 0    | FC Hansa Rostock |
| Bundesliga 1991/92    | 35     | 0    | FC Hansa Rostock |
| 2. bundesliga 1992/93 | 43     | 9    | FC Hansa Rostock |
| 2. bundesliga 1993/94 | 32     | 0    | FC Hansa Rostock |
| 2. bundesliga 1994/95 | 27     | 1    | FC Hansa Rostock |
| Bundesliga 1995/96    | 29     | 0    | FC Hansa Rostock |
| Bundesliga 1996/97    | 25     | 0    | FC Hansa Rostock |
| Bundesliga 1997/98    | 6      | 0    | FC Hansa Rostock |
| CELKEM DDR-Oberliga   | 118    | 11   |                  |
| CELKEM Bundesliga     | 95     | 0    |                  |